# マモーニ
マモーニ（mammoni）は、イタリア語でママっ子を意味するmammone（マンモーネ）の複数形であり、とくに30代以上になっても親元で生活している比較的高所得のホワイトカラー層の独身男性達を指す。イタリア語での発音はより正確にはマンモーニ。
イタリアでは家族の結びつきが強く、こどもたちは結婚するまで親元で暮らすのが一般的であるため、晩婚化によるマンモーニの増加は社会現象となっている。中年になった彼らが、掃除・洗濯・食事といった身のまわりのことを母親に世話してもらいながら、親元で生活している様子は、しばしばイタリアでジョークやコメディの題材にされている。ただし、専業主婦の母親を一家の中心とする家族形態や母親と男の子との強い結びつきは、他のカトリック諸国でも一般的に見られ、また、一方的な母親への依存ではなく、家族の相互扶助という側面もあるため、あまり深刻な問題とはとらえられていない。マンモーニは親元で暮らしていても、経済的には自立している点が日本のパラサイト・シングルとは異なっている。
日本では成年した男性が母親と親しく接することは、「マザコン」として忌避されるが、イタリアでは「母の言うままに」生きることが親孝行として見られる傾向があり、イタリア社会がマンモーニを許容する背景となっている。マリア信仰にもあらわれているように、個人生活に女性の意見が強く反映されることに拒否感がない（男尊女卑がないということを意味しているのではない）。
イタリアでは、30歳以上の男性の1/3以上が両親と住むと言われる。両親と住む独身男性をバンボッチョーネ（bamboccione）（複数形：bamboccioni バンボッチョーニ）とも言う。